# Skęczno
Skęczno – wieś w Polsce położona w województwie łódzkim, w powiecie poddębickim, w gminie Zadzim.
W skład sołectwa Skęczno wchodzi także wieś Piła.
W latach 1975–1998 miejscowość administracyjnie należała do województwa sieradzkiego.